# آونفلور (كيبك)
آونفلور (بالإنجليزية: Honfleur, Quebec)‏ هي بلدية محلية في كيبيك تقع في كندا في Bellechasse regional county municipality. يقدر عدد سكانها بـ 765 نسمة ومساحتها 50.70 كم2 .